# Bradybaenus
Bradybaenus is een geslacht van kevers uit de familie van de loopkevers (Carabidae). De wetenschappelijke naam van het geslacht is voor het eerst geldig gepubliceerd in 1829 door Dejean.

## Soorten
Het geslacht Bradybaenus omvat de volgende soorten:
- Bradybaenus cephalotes Basilewsky, 1946
- Bradybaenus czeppeli Facchini & Sciaky, 2004
- Bradybaenus festivus Dejean, 1828
- Bradybaenus halli Basilewsky, 1946
- Bradybaenus neavei Basilewsky, 1946
- Bradybaenus obscurus Basilewsky, 1984
- Bradybaenus opulentus Boheman, 1848
- Bradybaenus oxyomus Chaudoir, 1843
- Bradybaenus periphanus Basilewsky, 1951
- Bradybaenus perrieri Jeannel, 1948
- Bradybaenus plumbeus Basilewsky, 1948
- Bradybaenus puncticollis Burgeon, 1936
- Bradybaenus robustus Facchini & Sciaky, 2004
- Bradybaenus scalaris Olivier, 1808
- Bradybaenus sellatus Dejean, 1831